# Гандж-і-Савай

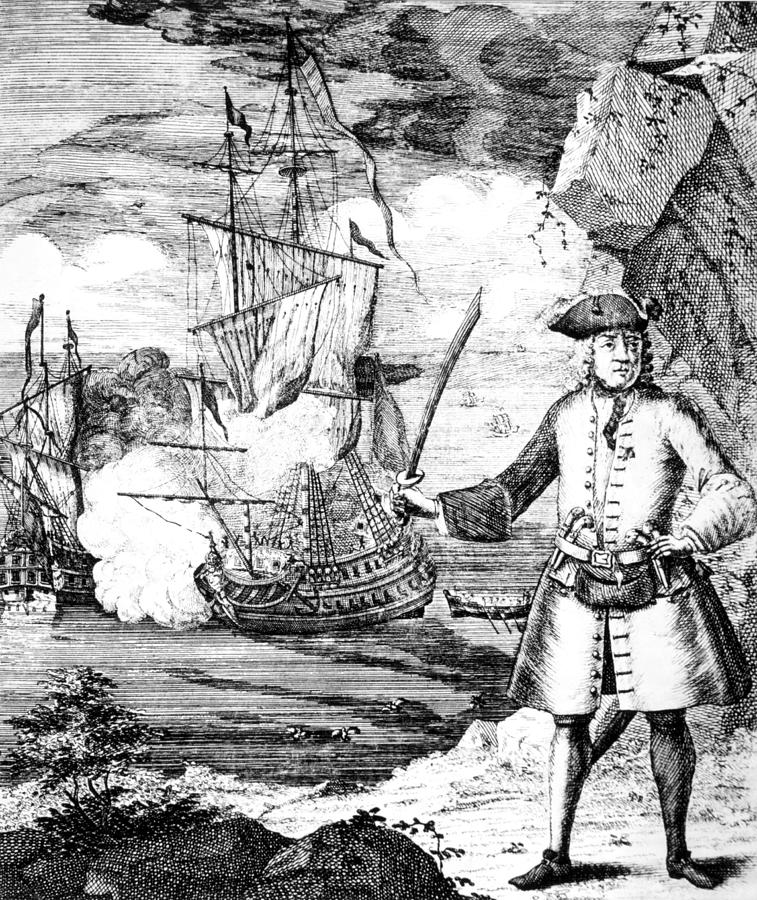
Генрі Еврі на фоні свого корабля Fancy, який атакує свою жертву. Гравюра XVIII ст.

«Гандж-і-Савай» (перс. گنج سواہی, Гандж-і-Савай, дослівно «Надзвичайний скарб», англ. Ganj-i-Sawai, англізована назва Gunsway) — дуже великий озброєний торговий корабель типу ганджа, що належав правлячій родині індійських Великих Моголів, побудований за наказом Маріам-уз-Замані, дружини падишаха Акбара Великого. Під час правління падишаха Аурангзеба, 7 вересня 1695 року корабель, що перевозив мусульманських паломників та незліченні скарби на шляху з Мохи в Ємені до Сурата в Індії був захоплений і пограбований англійським піратом Генрі Еврі. Пограбування Гандж-і-Савай викликало міжнародну кризу і призвело до блокування усієї англійської торгівлі в Індії. Для врегулювання конфлікту і відновлення торгівлі, Британська Ост-індійська компанія була вимушена за свій рахунок відшкодувати Аурангзебу збитки, завдані нападом на Гандж-і-Савай.

## Опис
Після того, як в 1613 році португальці захопили великий могольський торговельний корабель «Рахімі», що належав Маріам-уз-Замані, дружині померлого падишаха Акбара Великого і прабабусі падишаха Аурангзеба, розгнівана вдова наказала побудувати ще більший корабель, що отримав назву «Гандж-і-Савай», що з перської та гінді перекладається як «Надзвичайний скарб». «Гандж-і-Савай» мав вагу 1600 тонн, був озброєний 62 гарматами, міг перевозити більше 1000 чоловік і на свій час був найпотужнішим кораблем в Індійському океані. Він використовувався переважно для торгівлі та перевезення паломників до Мекки. В Мецці індійські товари реалізовувались, а отримане за них золото та срібло поверталось до Індії.

## Захоплення піратами

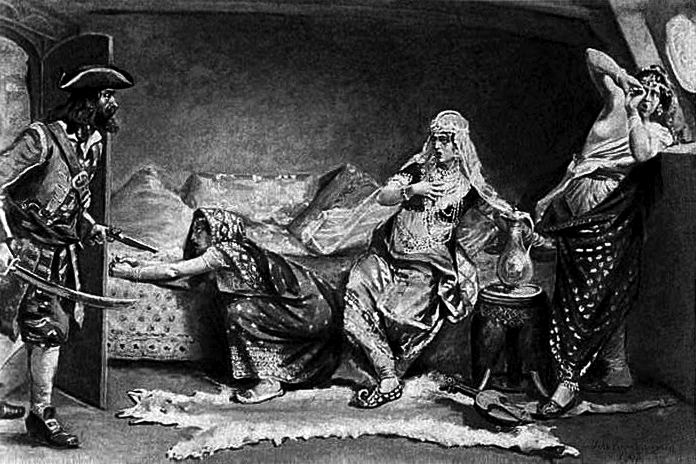
Картина початку XX століття, що зображує зустріч капітана Еврі з онукою імператора Аурангзеба та її свитою

У серпні 1695 року Генрі Еврі, капітан потужного 46-гарматного фрегата 5-го рангу «Fancy», досяг Баб-ель-мандебської протоки, де зустрів п'ять інших піратських кораблів, а саме 8-гарматний шлюп «Amity» Томаса Тью з екіпажем в 46 чоловік, корабель «Portsmouth Adventure» Джозефа Фаро та «Dolphin» Річарда Ванта, обидва з екіпажами біля 60 чоловік, «Susannah» Томаса Вейка з екіпажем в 70 чоловік та «Pearl» Вільяма Мейса з екіпажем з 30 або 40 чоловік.
Хоча індійська флотилія Великих Моголів в складі 25 кораблів, що поверталася з Мохи до індійського Сурата прослизнула повз засідку піратських кораблів протягом ночі, її помітили і Еврі та інші пірати розпочали погоню. Великий і більш повільний 1 600-тонний «Гандж-і-Савай» і 600-тонний корабель «Фатіх Мухаммед», що його супроводжував, відстали від інших кораблів індійського конвою. Першим їх наздогнав  «Amity» Томаса Тью, який спробував напасти на «Фатіх Мухаммед». Проте індійці вправно захищались і після того, як самого Тью було вбито внаслідок потрапляння гарматного ядра, екіпаж «Amity» припинив переслідування.
Пізніше «Фатіх Мухаммед» наздогнав Еврі на «Fancy». Можливо, вражений 46 гарматами Fancy або ослаблений попередньою битвою з Тью, екіпаж «Фатіх Мухаммед» цього разу не чинив значного опору і пірати Ейвері взяли корабель на абордаж та захопили на ньому скарби на суму 40 000 фунтів стерлінгів.
Після пограбування «Фатіх Мухаммед» , Еврі продовжив кількаденну погоню за "Гандж-і-Савай" і нарешті наздогнав корабель на відстані приблизно вісьмох днів плавання від Сурата. Гандж-і-Савай був потужним супротивником, мав на борту 62 гармати та біля 400—500 охоронців, озброєних мушкетами, а також шістсот інших пасажирів. Але внаслідок вдалого гарматного залпу Ейвері вдалось повалити грот-щоглу Гандж-і-Савай і таким чином майже знерухомити свою жертву. Перша спроба піратів піднятись на борт Гандж-і-Савай була відбита мушкетними залпами індійців, але під час бою одна з гармат Гандж-і-Савай вибухнула, убивши декілька захисників і спричинивши пожежу, що призвело до замішання та деморалізації серед екіпажу. Після цього Fancy підійшла поруч і її екіпаж із 113 кинувся на абордаж Гандж-і-Савай. Капітан Гандж-і-Савай Ібрагім-хан не зміг організувати належного захисту судна і сховався на нижніх палубах, тож після декількагодинної сутички сотня нападників подолала впертий але не організований захист значно більшого за розміром екіпажу «Гандж-і-Савай».
Після захоплення корабля пірати піддали своїх полонених кількаденним жахливим знущанням, застосовуючи тортури і вбиваючи полонених, щоб змусити їх розкрити місцезнаходження скарбів на кораблях. Жінок, що знаходились на борту грабували і ґвалтували, тож щоб уникнути безчестя декілька з них кинулись за борт і втонули. Ходили чутки, що на кораблі перебували жінки з родини самого Аугаранзеба, зокрема його онука, але ці дані залишились не підтвердженими.

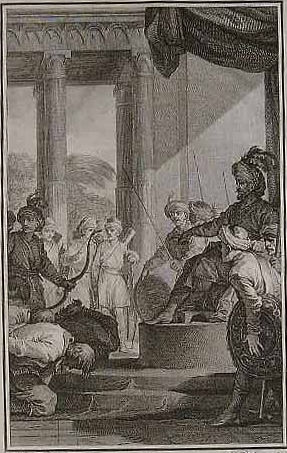
Англійці приносять свої вибачення Аурангзебу після захоплення Гандж-і-Савай

Награбоване з Гандж-і-Савай становило від 325 000 до 600 000 фунтів стерлінгів, включаючи «близько 500 000 золотих і срібних монет, а також дорогоцінне каміння, численні прикраси та різний срібний посуд тощо».
Майже усі ці скарби були розподілені між людьми Еврі, тоді як більшість інших піратських екіпажів, що брали участь у нападі, залишились з порожніми руками. Капітан Томас Тью загинув ще під час нападу на Фатіх Мухаммед, після чого екіпаж «Amity» припинив переслідування, корабель «Dolphin» Річарда Вонта виявився занадто повільним, щоб брати участь в погоні, тож його екіпаж пересів на корабель Ейворі, а сам «Dolphin» спалили, корабель «Susannah» Томаса Вейка також відстав і не встиг узяти участі в битві, «Portsmouth Adventure» Джозефа Фаро наздогнав Гандж-і-Савай, але так і не наважився вступити в бій, тож його екіпаж не брав участі в розподілі здобичі, а екіпаж «Pearl» Вільяма Мейза брав участь у бою, але пізніше Еврі конфіскував його частку здобичі після того, як моряки з Pearl спробували розрахуватись з людьми Еврі фальшивими (обрізаними) монетами.
У відповідь на захоплення Гандж-і-Савай імператор Моголів Аурангзеб відправив свою армію до п'яти ключових міст англійської торгівлі в Індії — Бомбея, Сурата, Бхаруча, Агри та Ахмадабада, щоб заблокувати їх. Аурангзеб фактично припинив англійську торгівлю з Індією, оскільки він відмовився знову відкрити порти, поки Генрі Еврі не буде спійманий і страчений за свої злочини. Ост-Індська компанія примирилася з імператором Моголів, повністю відшкодувавши його збитки, і подала страхову вимогу на 350 000 фунтів стерлінгів, хоча влада Моголів вимагала подвоїти цю суму.
Необхідність задовольнити вимоги моголів і бажання помститись Еврі призвело до першого фактично світового полювання на людину в історії. Проте, не дивлячись на оголошені Британською Ост-індійською компанією і самим Аугаранзебом величезні суми за затримку Еврі або надання інформації про його місцезнаходження, самого Еврі і більшість з його команди так ніколи і не було спіймано. Лише 24 члени його екіпажу були затримані в Англії, їх судили і до страти було засуджено лише шість чоловік, причому вони були визнані судом винними не у піратському нападі на Гандж-і-Савай, а у захопленні свого корабля, який вони перетворили на піратський.

## У масовій культурі
Пограбування Гандж-і-Савай та його скарби займають чільне місце у відеогрі Uncharted 4: A Thief's End  2016 року.